# Sandviken, Östersunds kommun
Sandviken är en by i Frösö distrikt (Frösö socken) i Östersunds kommun som ligger på Annersia (Andra sidan), strax söder om Östersund. Vallsundsbrons ena ände går i land här. I byn finns en campingplats som håller öppet under sommarhalvåret.